# Équipe de France de football aux Jeux olympiques d'été de 1960
L'équipe de France olympique de football participe à son 8e tournoi de football aux Jeux olympiques lors de l'édition de 1960 qui se tient à Rome en Italie, du 10 août 1960 au 10 septembre 1960.

## Phase qualificative  - Groupe 6
| 11 novembre 1959 | France | 1–0 | Luxembourg |  |  |
|                  |        |     |            |  |  |

| 22 novembre 1959 | Suisse | 1-2 | France |  |  |
|                  |        |     |        |  |  |

| 10 avril 1960 | Luxembourg | 5-3 | France |  |  |
|               |            |     |        |  |  |

| 1 mai 1960 | France | 1–0 | Suisse |  |  |
|            |        |     |        |  |  |

## Tournoi olympique

### Premier tour - Groupe D
| Classement final - Groupe B |         |     |   |   |   |   |    |    |      |
|                             | Équipe  | Pts | J | G | N | P | BP | BC | Diff |
| 1                           | Hongrie | 6   | 3 | 3 | 0 | 1 | 15 | 3  | +12  |
| 2                           | France  | 3   | 3 | 1 | 1 | 1 | 3  | 9  | -6   |
| 3                           | Pérou   | 2   | 3 | 1 | 0 | 2 | 6  | 9  | −3   |
| 4                           | Inde    | 1   | 3 | 0 | 1 | 2 | 3  | 6  | −3   |

| 26 août     | France  | 2 | 1 | Pérou  |
| 29 août     | France  | 1 | 1 | Inde   |
| 1 septembre | Hongrie | 7 | 0 | France |

## Effectif
| #          | Nom                  | Club                   |
| Gardiens   | Gardiens             | Gardiens               |
| ---------- | -------------------- | ---------------------- |
| 18         | Charles Samoy        | CO Roubaix-Tourcoing   |
| 19         | Jean Wettstein       |                        |
| Défenseurs |                      |                        |
| 2          | Marcel Artelesa      | AS Troyes-Savinienne   |
| 5          | Pierre Bodin         | Racing Club de Paris   |
| 9          | Jean-Marie Élise     | RC Lens                |
| 10         | François Philippe    | Le Havre AC            |
| 12         | Ginès Gonzales       | AS Saint-Étienne       |
| 14         | Louis Polonia        | RC Lens                |
| Milieux    |                      |                        |
| 1          | Ahmed Arab           | ESA Brive              |
| 4          | Raymond Baratto      | Stade de Reims         |
| 6          | Jean-Baptiste Bordas | AS Saint-Étienne       |
| 8          | Claude Dubaële       | Stade de Reims         |
| 15         | Yvon Quédec          | Racing Club de Paris   |
| 16         | Max Samper           | Racing Club de Paris   |
| Attaquants |                      |                        |
| 3          | Gérard Aygoui        | Olympique de Marseille |
| 7          | Gérard Coinçon       | RC Strasbourg          |
| 11         | André Giamarchi (C)  | FC Annecy              |
| 13         | Marcel Loncle        | US Saint-Malo          |
| 17         | Jacques Stamm        | UA Sedan-Torcy         |
| Entraîneur |                      |                        |
|            | Jean Rigal           |                        |